# O・パンニールセルヴァム
O・パンニールセルヴァム（タミル語: ஒ. பன்னீர்செல்வம்、英語: O. Paneerselvam、1951年1月14日 - ）はインドの政治家。

## 略歴
全インド・アンナー・ドラーヴィダ進歩党（AIADMK）に入党し、ペリヤクラム選挙区から二度当選している。
2001年9月に、暴動時の失政の責任を問われて2年以上の懲役を最高裁判所に言い渡されていたJ・ジャヤラリターに代わる形で、州首相を務めることとなった。任期中はジャヤラリターの傀儡であるとの厳しい批判にさらされた。2002年3月には、懲役の判決が覆されたジャヤラリターがアーンディッパッティ選挙区の補選に勝利し、パンニールセルヴァムは州首相の座をジャヤラリターに返した。
州首相を辞した後は、第2次ジャヤラリター内閣の中で公共工事担当相となった。2006年にAIADMKが惨敗して下野した後は、AIADMK院内代表兼野党院内代表を2週間ほど務めた。2011年の州議会選では、BodinayakkanurからAIADMK候補として立候補し、当選した。 再びジャヤラリター政権の財務大臣になり、2011年5月16日から2014年9月27日までその職に就いた。2014年9月にジャヤラリターが汚職事件の判決で懲役刑を下され、州首相を辞任した。これに伴い、パンニールセルヴァムが州首相に就任。しかし、2015年5月11日にカルナータカ州高等裁判所がジャヤラリターに無罪を下したため、同22日にパンニールセルヴァムは州首相を辞任。再びジャヤラリターが州首相となった。
辞任から1年後の2016年5月23日、彼はジャヤラリター政権の財務・公共事業省大臣に就任した。 2016年12月6日、現職のジャヤラリター首相の死後、パンニールセルヴァムがタミルナードゥ州の首相に選出された。12月10日、州首相として最初の閣議を開いた。彼は2017年2月6日にタミル・ナードゥ州の首相を辞任の意向を示し、知事はそれを受け入れて、さらなる措置が取られるまで、政治的空白を避けるために暫定州首相に任命した。
2017年2月14日、党書記長のV・K・サシカラによってAIADMKから追放される。追放された直後、知事はAIADMKの新たに選出された州首相であるエダッパディ・K・ポラニスワミに組閣を命じ、その後2017年2月16日に州首相に就任しました。2017年8月21日、ポラニスワミは、当時のEPS派閥との党合併の同じ日に、タミルナードゥ州の副首相として宣誓しました。

## 人物
とても柔和な性格で、テーニからマドゥライにかけての地方では非常に良い評判を得ている。
政治家になる以前には茶屋の主であり、現在でも店を営んでいる。